# 9,3×74mmR

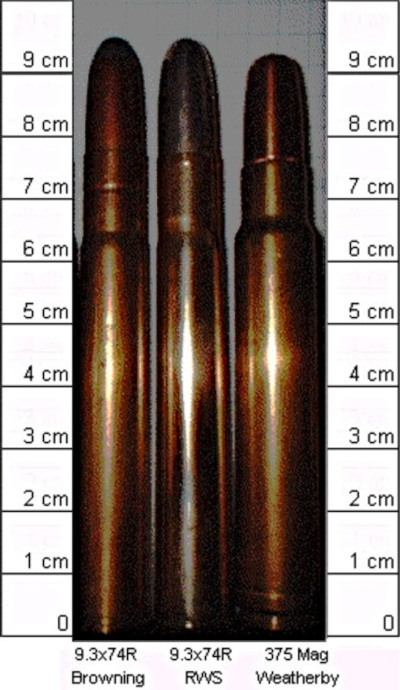

O 9,3×74mmR (designado como 9,3 x 74 R pelo C.I.P.) é um cartucho de fogo central de rifle de médio porte projetado na Alemanha por volta de 1900.

## Projeto
O 9,3×74mmR tem um design com aro e com "pescoço" e usa uma bala de 0,366 polegadas (9,3 mm) de diâmetro, geralmente pesando 286 grãos (18,5 g). De acordo com a Hornady, com este peso a velocidade é 2.362,20 pés/s (720,00 m/s) e a energia é 3.536 pés-lbf (4.794 J). Este cartucho é usado para caçar animais de médio a grande porte e é muito popular na Europa para javalis. Ele continua sendo um cartucho popular para safáris africanos de caça em países com maior influência alemã, como a Namíbia, preferido como alternativa continental ao mais popular .375 H&H Magnum. Fora da Europa, a Ruger ainda produz rifles para esse cartucho, notadamente o rifle por ação de bloco cadente: Ruger No. 1.
O 9,3×74mmR também é muito popular para rifles de canos duplos nas configurações lado a lado e sobrepostos.[carece de fontes?]